# Troféu Internet de 2016
O Troféu Internet de 2016 foi a 14ª edição do Troféu Internet, que premiou os melhores artistas da televisão e da música brasileira do ano de 2015. Foi apresentada durante a 55ª edição do Troféu Imprensa, em 22 de maio de 2016, pelo SBT.

## Vencedores e indicados
- Os vencedores estão em negrito.[2]

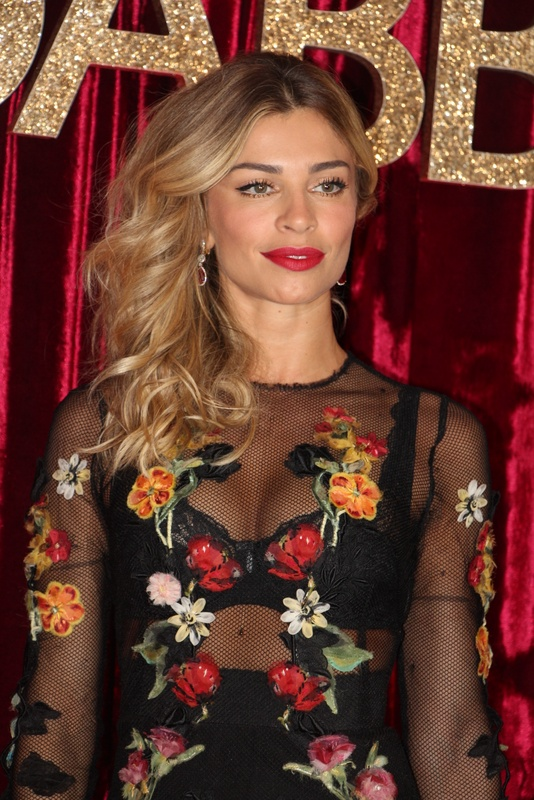
Grazi Massafera, Atriz

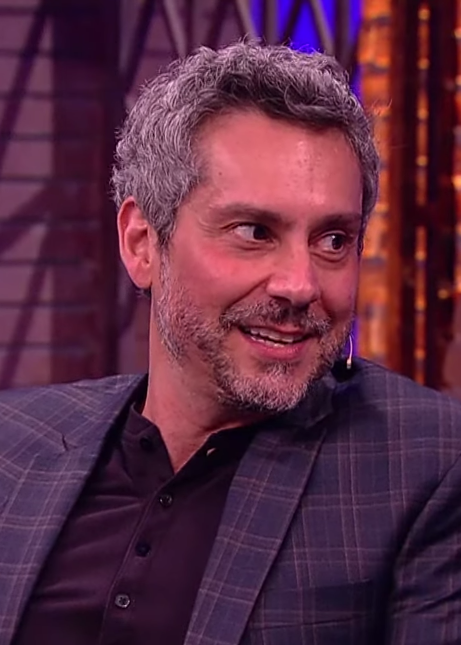
Alexandre Nero, Ator

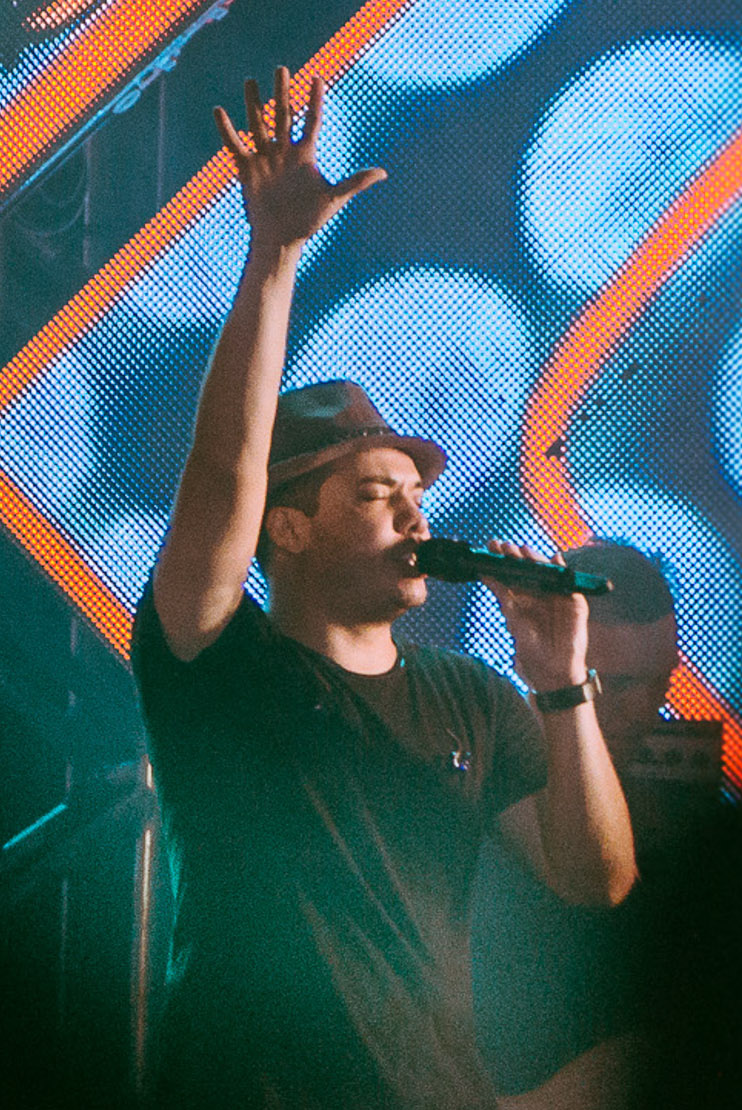
Wesley Safadão, Revelação

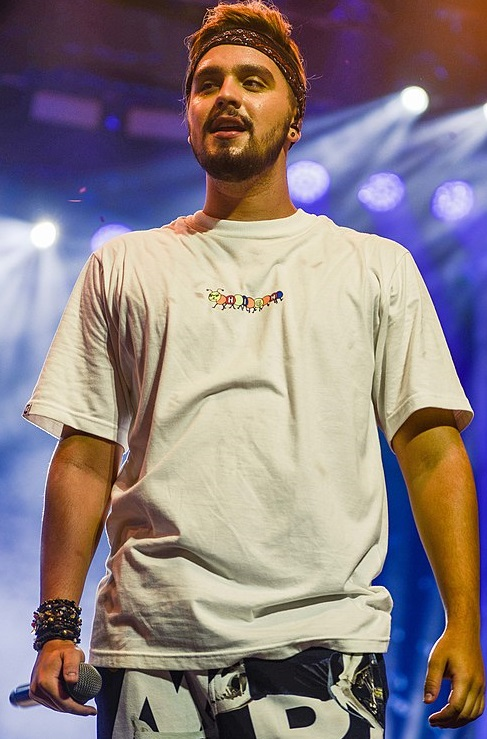
Luan Santana, Cantor

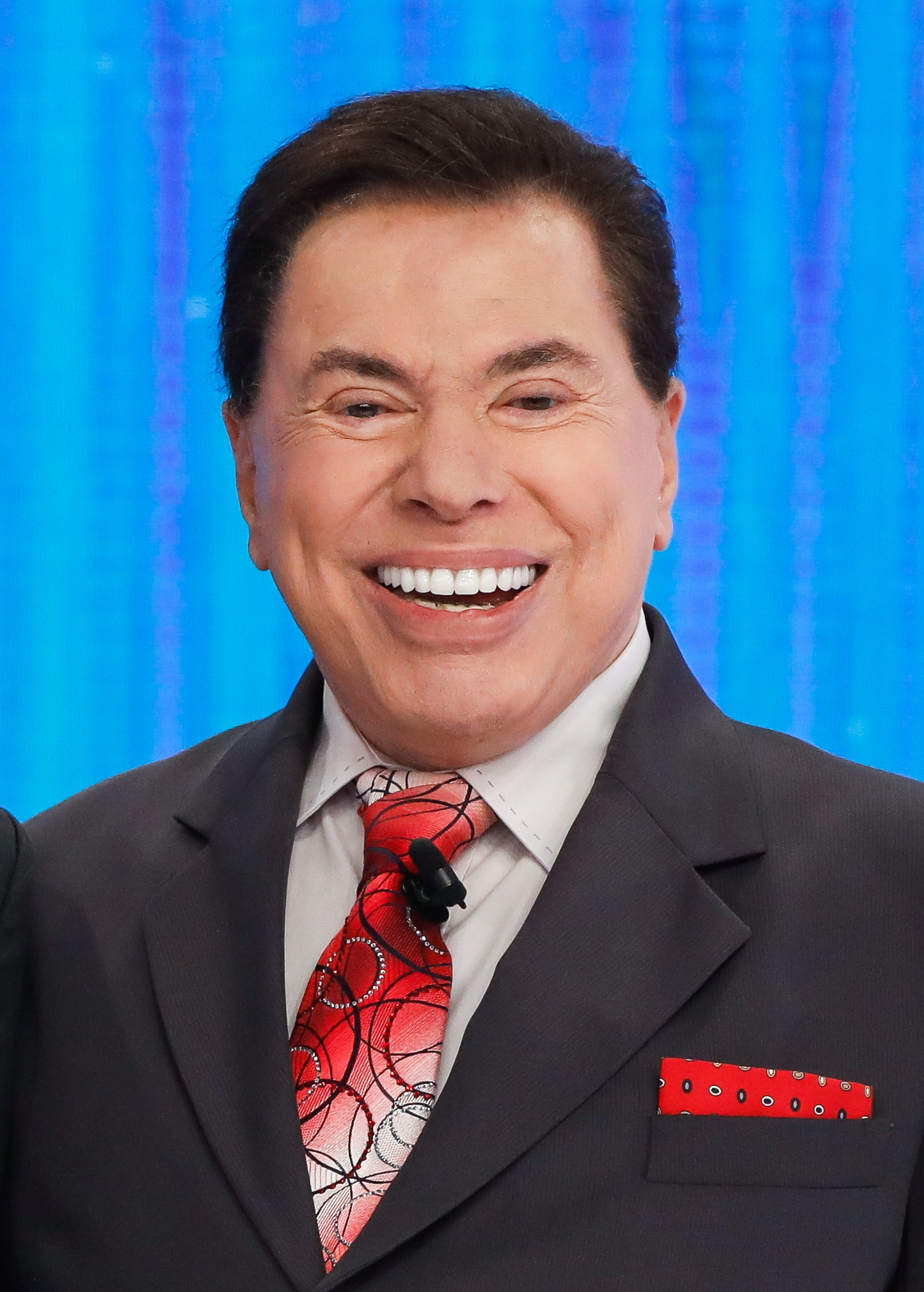
Silvio Santos, Apresentador e Programa de Auditório

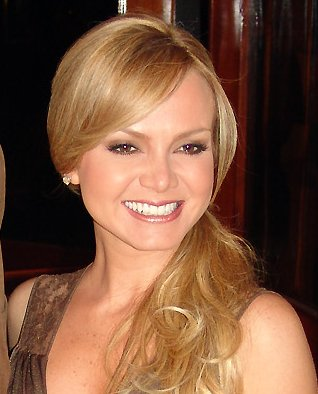
Eliana, Apresentadora

| Melhor Novela - Os Dez Mandamentos - (RecordTV) - A Regra do Jogo - (Rede Globo) - Além do Tempo - (Rede Globo) - Babilônia - (Rede Globo) - Chiquititas - (SBT) - Cúmplices de um Resgate - (SBT) - I Love Paraisópolis - (Rede Globo) - Malhação: Seu Lugar no Mundo - (Rede Globo) - Totalmente Demais - (Rede Globo) - Verdades Secretas - (Rede Globo)                                      | Revelação do Ano - Wesley Safadão - Agatha Moreira - (Verdades Secretas) - Anajú Dorigon - (Malhação Sonhos) - Camila Queiroz - (Verdades Secretas) - Fernando Sampaio - (Os Dez Mandamentos) - João Gabriel D'Aleluia - (Além do Tempo) - Maria Júlia Coutinho - (Jornal Nacional) - Mauricio Destri - (I Love Paraisópolis) - Renato Livera - (Os Dez Mandamentos) - Tiê                                                                  |
| Melhor Ator - Alexandre Nero - (A Regra do Jogo) - Arthur Aguiar - (Malhação Sonhos) - Caio Castro - (I Love Paraisópolis) - Cauã Reymond - (A Regra do Jogo) - Felipe Simas - (Totalmente Demais) - Guilherme Winter - (Os Dez Mandamentos) - Rafael Cardoso - (Além do Tempo) - Rodrigo Lombardi - (Verdades Secretas) - Sérgio Marone - (Os Dez Mandamentos) - Tony Ramos - (A Regra do Jogo) | Melhor Atriz - Grazi Massafera - (Verdades Secretas) - Adriana Garambone - (Os Dez Mandamentos) - Bruna Marquezine - (I Love Paraisópolis) - Camila Rodrigues - (Os Dez Mandamentos) - Denise Del Vecchio - (Os Dez Mandamentos) - Drica Moraes - (Verdades Secretas) - Giovanna Antonelli - (A Regra do Jogo) - Larissa Manoela - (Cúmplices de um Resgate) - Marina Ruy Barbosa - (Totalmente Demais) - Paolla Oliveira - (Além do Tempo) |
| Melhor Cantor - Luan Santana - Anderson Freire - Daniel - Eduardo Costa - Gusttavo Lima - Lucas Lucco - Pablo - Roberto Carlos - Sam Alves - Thiaguinho | Melhor Cantora - Ivete Sangalo - Aline Barros - Ana Carolina - Ana Paula Valadão - Anitta - Claudia Leitte - Ludmilla - Mara Maravilha - Paula Fernandes - Pitty |
| Melhor Programa de Auditório - Programa Silvio Santos - (SBT) - Altas Horas - (Rede Globo) - Caldeirão do Huck - (Rede Globo) - Domingão do Faustão - (Rede Globo) - Domingo Legal - (SBT) - Hora do Faro - (RecordTV) - Legendários - (RecordTV) - Programa do Ratinho - (SBT) - Eliana - (SBT) - Xuxa Meneghel - (RecordTV)                                                                    | Melhor Programa de Entrevistas - The Noite com Danilo Gentili — (SBT) - Agora É Tarde - (Rede Bandeirantes) - Altas Horas - (Rede Globo) - Amaury Jr. Show - (RedeTV!) - Encontro com Fátima Bernardes - (Rede Globo) - Luciana by Night - (RedeTV!) - Marília Gabriela Entrevista - (GNT) - Programa do Jô - (Rede Globo) - Roberto Justus + - (RecordTV) - Roda Viva - (TV Cultura)                                                       |
| Melhor Apresentador - Silvio Santos – (Programa Silvio Santos) - André Vasco - (Sabe ou Não Sabe) - Celso Portiolli – (Domingo Legal) - Danilo Gentili – (The Noite com Danilo Gentili) - Geraldo Luís - (Domingo Show) - Luciano Huck – (Caldeirão do Huck) - Marcos Mion – (Legendários) - Otaviano Costa – (Vídeo Show) - Ratinho – (Programa do Ratinho) - Rodrigo Faro – (Hora do Faro)     | Melhor Apresentadora - Eliana – (Eliana) - Ana Maria Braga – (Mais Você) - Angélica - (Estrelas) - Fátima Bernardes – (Encontro com Fátima Bernardes) - Mel Fronckowiak - (Destino Certo) - Monica Iozzi – (Vídeo Show) - Patrícia Abravanel – (Roda a Roda) - Regina Casé - (Esquenta!) - Sabrina Sato – (Programa da Sabrina) - Xuxa – (Xuxa Meneghel)                                                                                    |
| Programa Jornalístico - Fantástico - (Rede Globo) - A Liga - (Rede Bandeirantes) - Câmera Record - (RecordTV) - Conexão Repórter - (SBT) - Custe o Que Custar - (Rede Bandeirantes) - Domingo Espetacular - (RecordTV) - Globo Repórter - (Rede Globo) - Polícia 24 Horas - (Rede Bandeirantes) - Profissão Repórter - (Rede Globo) - Repórter Record - (RecordTV)                               | Melhor Jornal de TV - Jornal Nacional - (Rede Globo) - Balanço Geral - (RecordTV) - Bom Dia Brasil - (Rede Globo) - Cidade Alerta - (RecordTV) - Jornal da Band - (Rede Bandeirantes) - Jornal da Globo - (Rede Globo) - Jornal da Record - (RecordTV) - Jornal do SBT - (SBT) - Jornal Hoje - (Rede Globo) - SBT Brasil - (SBT) |
| Melhor Programa Humorístico - A Praça É Nossa - (SBT) - Custe o Que Custar - (Rede Bandeirantes) - Encrenca - (RedeTV!) - Legendários - (RecordTV) - Pânico na Band - (Rede Bandeirantes) - Pé na Cova - (Rede Globo) - Tá no Ar: a TV na TV - (Rede Globo) - Tapas & Beijos - (Rede Globo) - Vai Que Cola - (Multishow) - Zorra - (Rede Globo)                                                  | Melhor Apresentador(a) de Telejornal - Rachel Sheherazade - (SBT Brasil) - Adriana Araújo - (Jornal da Record) - Carlos Nascimento - (SBT Brasil) - Celso Freitas - (Jornal da Record) - Evaristo Costa - (Jornal Hoje) - Marcelo Rezende - (Cidade Alerta) - Renata Vasconcellos - (Jornal Nacional) - Ricardo Boechat - (Jornal da Band) - Sandra Annenberg - (Jornal Hoje) - William Bonner - (Jornal Nacional)                          |
| Melhor Programa Infantil - Bom Dia & Cia - (SBT) - A Hora da Alegria - (TV Jornal) - Carrossel Animado - (SBT) - Clubti - (Rede Aparecida) - Cocoricó - (TV Cultura) - Gaby Estrella - (Gloob) - Hora de Brincar - (Rede Vida) - Parque Patati Patatá - (Discovery Kids) - Que Monstro Te Mordeu - (TV Cultura) - Quinta da Cultura - (TV Cultura)                                               | |